# Liste des sites classés et inscrits de l'Eure
La liste des sites classés de l'Eure présente les sites classés du département de l'Eure. Selon une mesure du 14 octobre 2014, ils sont au nombre de 154, couvrant une superficie de 12 562 hectares, soit 2,07 % du département.
Les sites inscrits sont au nombre de 102.

## Liste
| Commune | Site classé | Arrêté de classement               | Superficie  | Sites associés                                         | Autres labels | Illustration                                         |
| --- | --- | ---------------------------------- | ----------- | ------------------------------------------------------ | --- | ---------------------------------------------------- |
| Acquigny | Le château et son parc | 27 février 1948                    | 15,72 ha    |                                                        | Classé MH (1946) · Inscrit MH (1926, 1951, 1993) |                                                      |
| Acquigny | Le clos Saint-Mauxe | 25 mai 1926                        | 4,60 ha     |                                                        | IGPC Notice no IA00019339 |                                                      |
| Acquigny et Le Mesnil-Jourdain | Le vallon de Becdal | 21 décembre 1993                   | 230,66 ha   |                                                        | |                                                      |
| Ailly | L'avenue des Tilleuls, l'emplacement de l'ancien cimetière avec le calvaire et l'if et les arbres qui l'entourent | 20 juillet 1928                    | 0,40 ha     |                                                        | |                                                      |
| Amfreville-sous-les-Monts | L'église et le cimetière | 10 octobre 1929                    | 0,38 ha     |                                                        | |                                                      |
| Les Andelys, Aubevoye, Bernières-sur-Seine, Bouafles, Courcelles-sur-Seine, Muids, La Roquette, Le Thuit, Tosny, Venables, Vézillon et Villers-sur-le-Roule         | Boucle de la Seine dite de Château-Gaillard | 5 décembre 2006                    | 4 600 ha    |                                                        | |                                                      |
| Appeville-Annebault, Écaquelon, Freneuse-sur-Risle, Glos-sur-Risle, Illeville-sur-Montfort, Montfort-sur-Risle, Pont-Authou, Saint-Philbert-sur-Risle et Thierville | La vallée de la Risle | 15 septembre 1993                  | 2 267,73 ha |                                                        | |                                                      |
| Authevernes, Berthenonville, Bus-Saint-Rémy, Château-sur-Epte, Dampsmesnil, Fourges, Gasny et autres communes du Val-d'Oise                                         | La vallée de l'Epte | 20 janvier 1982                    | 4 710,74 ha |                                                        | |                                                      |
| Aviron | Le chêne au lieu-dit La Loge | 25 mai 1926                        | sans objet  |                                                        | | Arbre abattu au 6 mai 2013                           |
| Barville | Allée de sapins | 28 décembre 1938                   | 0,66 ha     |                                                        | |                                                      |
| Bazoques | L'if du cimetière | 25 mai 1926                        | 0,01 ha     |                                                        | |                                                      |
| Beaubray | If du cimetière | 10 octobre 1929                    | 0,01 ha     |                                                        | |                                                      |
| Beauficel-en-Lyons | L'église, les peupliers, le cimetière et les abords | 20 avril 1925                      | 0,63 ha     |                                                        | Inscrit MH (1940) |                                                      |
| Beaumesnil et Gouttières | La motte féodale et le parc du château de Beaumesnil à Beaumesnil ainsi que l'ensemble formé sur la commune de Gouttières par les perspectives dudit château | 15 février 1940 et 15 janvier 1976 | 65,63 ha    |                                                        | Classé MH (1966) · Inscrit MH (1926, 1997) |                                                      |
| Le Bec-Hellouin | L'entrée de l'abbatiale | 27 mai 1926                        | 0,01 ha     |                                                        | Classé MH (2008) |                                                      |
| Le Bec-Thomas | L'église avec son cimetière et les arbres | 7 avril 1925                       | 0,19 ha     |                                                        | |                                                      |
| Bernay | Promenade du mont Milon | 29 mai 1926                        | 8,42 ha     |                                                        | |                                                      |
| Berthenonville | L'ensemble formé par l'église de Berthenonville, le cimetière y attenant avec son calvaire, le monument aux morts et les trois marronniers qui l’entourent | 16 mars 1934                       | 0,17 ha     |                                                        | Inscrit MH (1926) |                                                      |
| Berthouville | Les deux ifs du cimetière entourant l'église | 25 mai 1926                        | 0,01 ha     |                                                        | |                                                      |
| Berville-en-Roumois | L'if du cimetière communal | 20 juillet 1928                    | 0,01 ha     |                                                        | |                                                      |
| Berville-sur-Mer | Le domaine du château de Berville | 28 janvier 1944                    | 0,70 ha     |                                                        | |                                                      |
| Boisney | L'église, les ifs et les murs du cimetière | 25 mai 1926                        | 0,24 ha     |                                                        | Classé MH (1862) |                                                      |
| Boissy-Lamberville | L'ensemble formé par l'église de Boissy-Lamberville, le cimetière et son muret, les deux ifs et la Chambre de Charité | 24 janvier 1934                    | 0,19 ha     |                                                        | |                                                      |
| Bosc-Renoult-en-Roumois | L'ensemble constitué par l'église de Bosc-Rénoult-en-Roumois et son cimetière avec sa vieille croix en fer forgé, ses thuyas, son vieil if et son muret | 20 avril 1927                      | 0,17 ha     |                                                        | |                                                      |
| Bosguerard-de-Marcouville et Saint-Pierre-du-Bosguérard | Château de la Mésangère et son parc | 19 janvier 1925                    | 55,17 ha    |                                                        | Inscrit MH (2008) |                                                      |
| Bosnormand | Deux marronniers centenaires | 20 avril 1925                      | 0,01 ha     |                                                        | |                                                      |
| Boulleville | If du cimetière | 20 février 1932                    | 0,01 ha     |                                                        | |                                                      |
| Bouquetot | Église, calvaire, cimetière, aubépine et ifs | 5 janvier 1925                     | 0,24 ha     |                                                        | |                                                      |
| Bourgtheroulde-Infreville | Église, vieux cimetière, muret à Boscherville | 4 juin 1924                        | 0,15 ha     |                                                        | |                                                      |
| Bourgtheroulde-Infreville | If du cimetière d'Infreville | 10 octobre 1929                    |             |                                                        | |                                                      |
| Bourneville | If dans le cimetière | 8 février 1930                     | 0,01 ha     |                                                        | |                                                      |
| Brionne | Les deux marronniers dans la propriété des Fontaines | 22 mai 1935                        | 0,01 ha     |                                                        | |                                                      |
| Brionne | L'ensemble formé par l'église Saint-Denis et la place Saint-Denis avec ses arbres | 15 novembre 1934                   | 0,51 ha     |                                                        | |                                                      |
| Brionne | Vieux donjon et partie de la côte qui l'entoure | 20 avril 1925                      | 0,67 ha     |                                                        | Inscrit MH (1925) |                                                      |
| Cahaignes | L'ensemble formé par le château et son parc | 16 juillet 1953                    | 5,60 ha     |                                                        | Contrairement à ce qui peut être avancé sur différents sites d'informations, le château ne fait l'objet d'aucune protection au titre des Monuments historiques. |                                                      |
| Campigny | L'ensemble formé par l'église, le cimetière, la place dite «La Pelouse», le rideau de 7 hêtres bicentenaires, le bel if et les 26 tilleuls de la place communale | 28 septembre 1948                  | 1,76 ha     |                                                        | |                                                      |
| Cesseville | Église et cimetière avec la croix, muret et mare | 27 mai 1924                        | 0,44 ha     |                                                        | Classé MH (1929) |                                                      |
| Chamblac | Le château de Bonneville et son parc | 7 février 1964                     | 13,87 ha    |                                                        | Inscrit MH (1978, 1991) |                                                      |
| La Chapelle-Gauthier | If du cimetière Saint-Laurent | 10 octobre 1929                    | 0,01 ha     |                                                        | |                                                      |
| La Chapelle-Gauthier | Ifs du cimetière communal | 10 octobre 1929                    | 0,01 ha     |                                                        | |                                                      |
| Claville | L'ensemble formé par l'église, la place de l'église, la place Bance avec ses pelouses et ses sycomores | 5 avril 1939                       | 0,71 ha     |                                                        | |                                                      |
| Conches-en-Ouche | Le parc du vieux château avec sa porte d'entrée | 9 mai 1940                         | 1,07 ha     |                                                        | |                                                      |
| Condé-sur-Risle | Chêne aux loups | 3 novembre 1928                    | 0,01 ha     |                                                        | |                                                      |
| Condé-sur-Risle | Chêne à Leude | 9 avril 1929                       | 0,01 ha     |                                                        | |                                                      |
| La Croisille | L'ensemble formé par l'église, le cimetière avec son muret, un if et deux frênes pleureurs | 16 avril 1936                      | 0,20 ha     |                                                        | |                                                      |
| Duranville | L'if du cimetière | 20 avril 1925                      | 0,01 ha     |                                                        | |                                                      |
| Écaquelon | L'église avec les haies, les murs et les ifs du cimetière | 3 janvier 1925                     | 0,44 ha     |                                                        | |                                                      |
| Écardenville-la-Campagne | L'église et le cimetière | 27 mai 1926                        | 0,33 ha     |                                                        | |                                                      |
| Écauville | Tilleul au lieu-dit Le Beuhérin | 9 avril 1929                       |             |                                                        | |                                                      |
| Épreville-en-Roumois | If du cimetière | 20 avril 1925                      | 0,01 ha     |                                                        | |                                                      |
| Épreville-près-le-Neubourg | L'ensemble formé par l'église, le cimetière et l'if | 30 juillet 1934                    | 0,20 ha     |                                                        | |                                                      |
| Éturqueraye | Deux ifs du cimetière | 20 juillet 1928                    | 0,01 ha     |                                                        | |                                                      |
| Évreux | Le boulevard Chambaudoin (partie) et l'allée des Soupirs avec leurs arbres | 15 avril 1937 modifié en 1949      | 1,01 ha     |                                                        | |                                                      |
| Évreux | Jardin de l'évêché | 14 décembre 1933                   | 0,18 ha     |                                                        | classification caduque du fait de l'abattage sanitaire de tous les tilleuls, marronniers et charmes entre les 18 et 22 janvier 2016 .                           |                                                      |
| Évreux | Place Saint-Taurin et ses arbres | 20 octobre 1937                    | 0,25 ha     |                                                        | |                                                      |
| Ferrières-Saint-Hilaire | L'église avec son porche, le cimetière avec le calvaire, le muret, l'if et le cèdre de Virginie | 2 février 1932                     | 0,18 ha     |                                                        | |                                                      |
| Le Fidelaire | L'if situé sur la place publique de la commune | 14 décembre 1933                   | 0,01 ha     |                                                        | |                                                      |
| Fiquefleur-Équainville | L'ensemble formé par l'église, l'if géant et le cimetière de Fiquefleur | 15 juin 1926                       | 0,01 ha     |                                                        | |                                                      |
| Fiquefleur-Équainville | Église et cimetière d'Équainville | 15 juin 1926                       | 0,16 ha     |                                                        | |                                                      |
| Flancourt-Catelon | Église et cimetière de Catelon | 5 janvier 1925                     | 0,12 ha     |                                                        | |                                                      |
| Fontaine-la-Soret | Parc du château | 26 décembre 1988                   | 12,22 ha    |                                                        | |                                                      |
| Fontaine-Bellenger | If du cimetière | 20 juillet 1928                    | 0,01 ha     |                                                        | |                                                      |
| Fourges | L'ensemble formé par le moulin, son pont, ses vannes et les treize arbres voisins (un marronnier d’Inde et douze tilleuls) | 14 décembre 1933                   | 0,49 ha     |                                                        | |                                                      |
| Freneuse-sur-Risle, Livet-sur-Authou, Saint-Grégoire-du-Vièvre | Le vallon de l'Authou | 1er mars 1993                      | 219,78 ha   |                                                        | |                                                      |
| Gisors | Les jardins et les promenades du château | 24 février 1940                    | 2,56 ha     |                                                        | |                                                      |
| Giverny, Sainte-Geneviève-lès-Gasny et Vernon et autres communes des Yvelines                                                                                       | Site de Giverny - Claude Monet - Confluent de la Seine et de l’Epte | 9 septembre 1985                   | 2 075,02 ha |                                                        | |                                                      |
| Gouttières | Motte féodale, parterre et perspectives sur les allées de Beaumesnil | 15 février 1940                    | 65,63 ha    |                                                        | |                                                      |
| Gouville | Le château et le parc de Chambray | 15 décembre 1972                   | 55,18 ha    |                                                        | |                                                      |
| Gouville | Chêne dit de "La Houssaye" | 15 juin 1942                       | sans objet  |                                                        | | Abattu (information de 2011)                         |
| Harcourt | Les deux marronniers encadrant l'entrée de la propriété de M. Pinchon | 2 avril 1936                       | sans objet  |                                                        | | Arbres abattus au 6 mai 2013                         |
| Hardencourt-Cocherel | Le champ de bataille de Cocherel | 20 avril 1944                      | 4,56 ha     |                                                        | |                                                      |
| La Haye-Aubrée | Château de Bonneval et son clos | 30 mai 1973                        | 15,76 ha    | Parc naturel régional des Boucles de la Seine normande | |                                                      |
| La Haye-Aubrée | Ifs du cimetière | 25 avril 1933                      | 0,01 ha     | Parc naturel régional des Boucles de la Seine normande | |                                                      |
| Heudebouville | Église Saint-Valérien avec son clocher et le cimetière communal | 25 mai 1926                        | 0,20 ha     | Les Falaises de l'Andelle et de la Seine               | |                                                      |
| Heudicourt | L'ensemble formé par le château, le petit parc qui l'entoure, l'allée bordée de tilleuls et de platanes le long de la route G.C. n° 13, et la place de l'église | 1er mars 1948                      | 6,73 ha     |                                                        | |                                                      |
| Heudreville-en-Lieuvin | If du cimetière | 20 avril 1925                      | 0,01 ha     |                                                        | |                                                      |
| Houlbec-près-le-Gros-Theil | Les deux tours du château et le Cryptomeria Elegans | 5 janvier 1925                     | 0,03 ha     |                                                        | |                                                      |
| Houlbec-Cocherel | L'ensemble formé par le cimetière de Cocherel, l'enclos du Président Aristide Briand avec les arbres qui s'y trouvent, la croix à socle de pierre, l'église, les trois sapins en bordure de la route, le bâtiment en galandage contre lequel est fixée la stèle commémorative et les deux ormes plantés à l'est de ce bâtiment | 15 novembre 1934                   | 0,21 ha     |                                                        | |                                                      |
| Les Jonquerets-de-Livet | L'ensemble formé par l'église, le cimetière et son if ainsi que le muret du XVe siècle | 22 novembre 1956                   | 0,13 ha     |                                                        | |                                                      |
| Lilly | L'allée forestière dite "allée d'Auteuil" et la mare | 8 août 1944                        | 1,59 ha     |                                                        | |                                                      |
| Lorleau | L'église avec son porche, l'ancien cimetière et le frêne voisin | 25 avril 1933                      | 0,09 ha     |                                                        | |                                                      |
| Lorleau | Le parc du château | 26 mars 1943                       | 1,42 ha     |                                                        | |                                                      |
| Louviers | Le cèdre du Liban situé dans la propriété du Docteur Blanchet, 76 faubourg de Rouen | 3 mai 1939                         | 0,01 ha     |                                                        | | Institut médico-éducatif 76, rue du 11-novembre 1918 |
| Mainneville | Le château, les douves, le massif d'arbres qui l'encadre et la prairie qui sur sa face nord-ouest en permet la vue | 29 décembre 1948                   | 6,23 ha     |                                                        | |                                                      |
| Malleville-sur-le-Bec | If du cimetière | 9 avril 1929                       |             |                                                        | |                                                      |
| Mandeville | If près de l'église | 27 mai 1924                        | 0,01 ha     |                                                        | |                                                      |
| Le Manoir | Le sapin, les ifs, les buis, les arbustes et le cimetière | 10 octobre 1929                    |             |                                                        | |                                                      |
| Marcilly-sur-Eure | Site de l'abbaye du Breuil-Benoît | 17 juin 1975                       | 214,79 ha   |                                                        | |                                                      |
| Miserey | Domaine du château | 15 novembre 1999                   | 8,00 ha     |                                                        | |                                                      |
| Noards | Ifs du cimetière | 28 mai 1926                        | 0,01 ha     |                                                        | |                                                      |
| Le Planquay | If du cimetière | 20 avril 1925                      | 0,01 ha     |                                                        | |                                                      |
| Plasnes | Ifs du cimetière | 20 juillet 1928                    | 0,01 ha     |                                                        | |                                                      |
| Porte-Joie | Église, cimetière et mur de clôture au bord de la Seine | 28 mai 1926                        | 0,14 ha     |                                                        | |                                                      |
| Pressagny-l'Orgueilleux | Parc du château de la Madeleine | 8 juillet 1937                     | 10,61 ha    |                                                        | |                                                      |
| La Pyle | If sur la propriété de M. Noyelle | 20 juillet 1928                    | 0,01 ha     |                                                        | |                                                      |
| Reuilly | L'ensemble constitué par l'église, son porche, et le muret du cimetière | 16 avril 1936                      | 0,26 ha     |                                                        | |                                                      |
| Romilly-sur-Andelle | La côte des Deux-Amants | 29 janvier 1932                    | 25,13 ha    |                                                        | |                                                      |
| Rosay-sur-Lieure | Église, mur et arbres du cimetière | 28 mai 1926                        | 0,19 ha     |                                                        | |                                                      |
| Rosay-sur-Lieure | Hêtre dit "le bouquet d'Hélène", bois du Deffends | 3 novembre 1928                    |             |                                                        | |                                                      |
| La Roussière | If du cimetière communal | 9 avril 1929                       | 0,01 ha     |                                                        | |                                                      |
| Saint-Benoît-des-Ombres, Saint-Georges-du-Vièvre, Saint-Grégoire-du-Vièvre                                                                                          | Les jardins et le parc du château de Launay | 7 octobre 1964                     | 50,48 ha    |                                                        | Classé MH (1964) · Inscrit MH (1991) |                                                      |
| Saint-Benoît-des-Ombres | L'ensemble formé par l'église et son porche flanqué de la statue de Saint-Benoît, le cimetière entouré de sa haie et les deux ifs | 27 avril 1932                      | 0,13 ha     |                                                        | Inscrit MH (1974) |                                                      |
| Saint-Cyr-de-Salerne | L'église avec son porche et le cimetière avec ses deux ifs | 20 juillet 1928                    | 0,17 ha     |                                                        | Inscrit MH (1961) |                                                      |
| Saint-Éloi-de-Fourques | L'ensemble constitué par l'église avec son porche et la place de l'if | 26 février 1934                    | 0,19 ha     |                                                        | |                                                      |
| Saint-Etienne-l'Allier | L'église, le calvaire et le cimetière | 28 mai 1926                        | 0,34 ha     |                                                        | |                                                      |
| Saint-Georges-du-Mesnil | Prunus pleureur au lieu-dit les Maries | 24 août 1937                       |             |                                                        | |                                                      |
| Saint-Germain-de-Fresney | L'église, mare friche et pommiers | 28 mai 1926                        | 0,60 ha     |                                                        | |                                                      |
| Saint-Germain-Village | If du cimetière | 19 octobre 1932                    | 0,01 ha     |                                                        | |                                                      |
| Saint-Julien-de-la-Liègue | L'église, le cimetière, le calvaire et les arbres | 28 mai 1926                        | 0,47 ha     |                                                        | |                                                      |
| Saint-Léger-du-Gennetey | L'église, les murs, l'if et le calvaire du cimetière | 3 janvier 1925                     | 0,10 ha     |                                                        | |                                                      |
| Saint-Martin-du-Tilleul | L'if du cimetière, le portail de l'église avec son pavage | 25 mai 1926                        | 0,01 ha     |                                                        | |                                                      |
| Saint-Martin-Saint-Firmin | La chapelle Saint-Firmin et sa cour plantée de pommiers | 25 mai 1926                        | 1,88 ha     |                                                        | Inscrit MH (1994) |                                                      |
| Saint-Ouen-de-Thouberville | Le cèdre du Liban, le sapin, le hêtre pourpre | 3 novembre 1928                    | 0,03 ha     |                                                        | |                                                      |
| Saint-Pierre-d'Autils | Les abris sous roches de Mestreville, parcelle 200 | 20 juillet 1928                    | 0,01 ha     |                                                        | |                                                      |
| Saint-Pierre-d'Autils | Les abris sous roches de Mestreville, parcelle 194 | 20 juillet 1928                    | 0,01 ha     |                                                        | |                                                      |
| Saint-Pierre-d'Autils | Les abris sous roches de Mestreville, parcelle 201 | 20 juillet 1928                    | 0,01 ha     |                                                        | |                                                      |
| Saint-Pierre-d'Autils | Les abris sous roches de Mestreville, parcelle 204 | 20 juillet 1928                    | 0,01 ha     |                                                        | |                                                      |
| Saint-Pierre-d'Autils | Les abris sous roches de Mestreville, parcelles 185, 183 et 195 | 20 juillet 1928                    | 0,02 ha     |                                                        | |                                                      |
| Saint-Pierre-de-Cernières | L'if du cimetière | 1er février 1932                   | 0,01 ha     |                                                        | |                                                      |
| Saint-Pierre-de-Cormeilles | L'if du cimetière | 29 janvier 1932                    | 0,01 ha     |                                                        | |                                                      |
| Saint-Pierre-des-Ifs | L'if du cimetière | 20 juillet 1928                    | 0,01 ha     |                                                        | |                                                      |
| Saint-Pierre-des-Ifs | Les ifs du cimetière | 20 avril 1925                      | 0,01 ha     |                                                        | |                                                      |
| Saint-Sulpice-de-Graimbouville | L'avenue de hêtres, composée de 76 arbres et la mare appelée "Chemin du roi Louis" | 5 septembre 1940                   | 1,10 ha     | Parc naturel régional des Boucles de la Seine normande | |                                                      |
| Saint-Symphorien | Les ifs dans le cimetière communal | 10 octobre 1929                    | 0,01 ha     |                                                        | |                                                      |
| Saint-Victor-d'Épine | Gros if du cimetière | 3 janvier 1925                     | 0,01 ha     |                                                        | |                                                      |
| Sainte-Barbe-sur-Gaillon | L'église, le calvaire, l'if et le cimetière | 28 mai 1926                        | 0,03 ha     |                                                        | |                                                      |
| Sainte-Colombe-la-Commanderie | L'if de l'ancien cimetière | 25 mai 1926                        | 0,01 ha     |                                                        | |                                                      |
| La Saussaye | L'if sur la propriété de M. Picard | 3 novembre 1928                    | 0,01 ha     |                                                        | |                                                      |
| Surtauville | Le calvaire et les six tilleuls | 11 février 1942                    | 0,01 ha     |                                                        | |                                                      |
| Thierville | L'église et son porche, le calvaire et l'if | 20 juillet 1928                    | 0,04 ha     |                                                        | |                                                      |
| Le Thuit-Anger | L'église et son porche, le cimetière, le calvaire, le monument et l'if | 20 juillet 1928                    | 0,27 ha     |                                                        | |                                                      |
| Le Thuit-Simer | L'if du cimetière | 20 juillet 1928                    | 0,01 ha     |                                                        | |                                                      |
| Le Tilleul-Othon | L'ensemble constitué par l'église et le cimetière avec son muret et son if | 26 février 1934                    | 0,19 ha     |                                                        | |                                                      |
| Tillières-sur-Avre | Le terrain communal dit "Grand parterre" avec ses 133 tilleuls | 30 juin 1942                       | 0,58 ha     |                                                        | |                                                      |
| Tocqueville | L'église, le porche, le cimetière, l'if et le cyprès | 20 juillet 1928                    | 0,17 ha     |                                                        | |                                                      |
| Tourville-la-Campagne | Houx dans la propriété de Mme Mulot à Bosbenard | 20 juillet 1928                    |             |                                                        | |                                                      |
| Tourville-la-Campagne | L'if dans la propriété de Mme Carbonnier | 27 mai 1926                        |             |                                                        | |                                                      |
| Tourville-la-Campagne | L'if sur la place de l'église | 20 juillet 1928                    | 0,01 ha     |                                                        | |                                                      |
| Tourville-la-Campagne | La place de l'église, les arbres, le calvaire, le monument et l'if | 8 février 1932                     | 0,27 ha     |                                                        | |                                                      |
| Touville | Le cimetière avec son if et les frênes en bordure de route | 3 janvier 1925                     | 0,11 ha     |                                                        | |                                                      |
| Le Troncq | L'église, le cimetière, l'if, les érables, les conifères, l'if, les buis et les rosiers | 27 mai 1926                        | 0,23 ha     |                                                        | |                                                      |
| Valailles | L'if du cimetière communal | 24 octobre 1929                    | 0,01 ha     |                                                        | |                                                      |
| Vandrimare | Le domaine du château | 14 juin 1999                       | 5,23 ha     |                                                        | |                                                      |
| Vannecrocq | Les ifs du cimetière | 17 août 1933                       | 0,01 ha     |                                                        | |                                                      |
| Vascœuil | Le domaine de la forestière | 28 janvier 1944                    | 1,60 ha     |                                                        | |                                                      |
| Les Ventes | Chêne dit "les sept frères" en forêt d'Évreux | 2 février 1932                     | 0,01 ha     |                                                        | |                                                      |
| Vernon | Les bords de la Seine, avenues et places de Vernon | 29 janvier 1932                    | 14,13 ha    |                                                        | |                                                      |